# Märten Kross

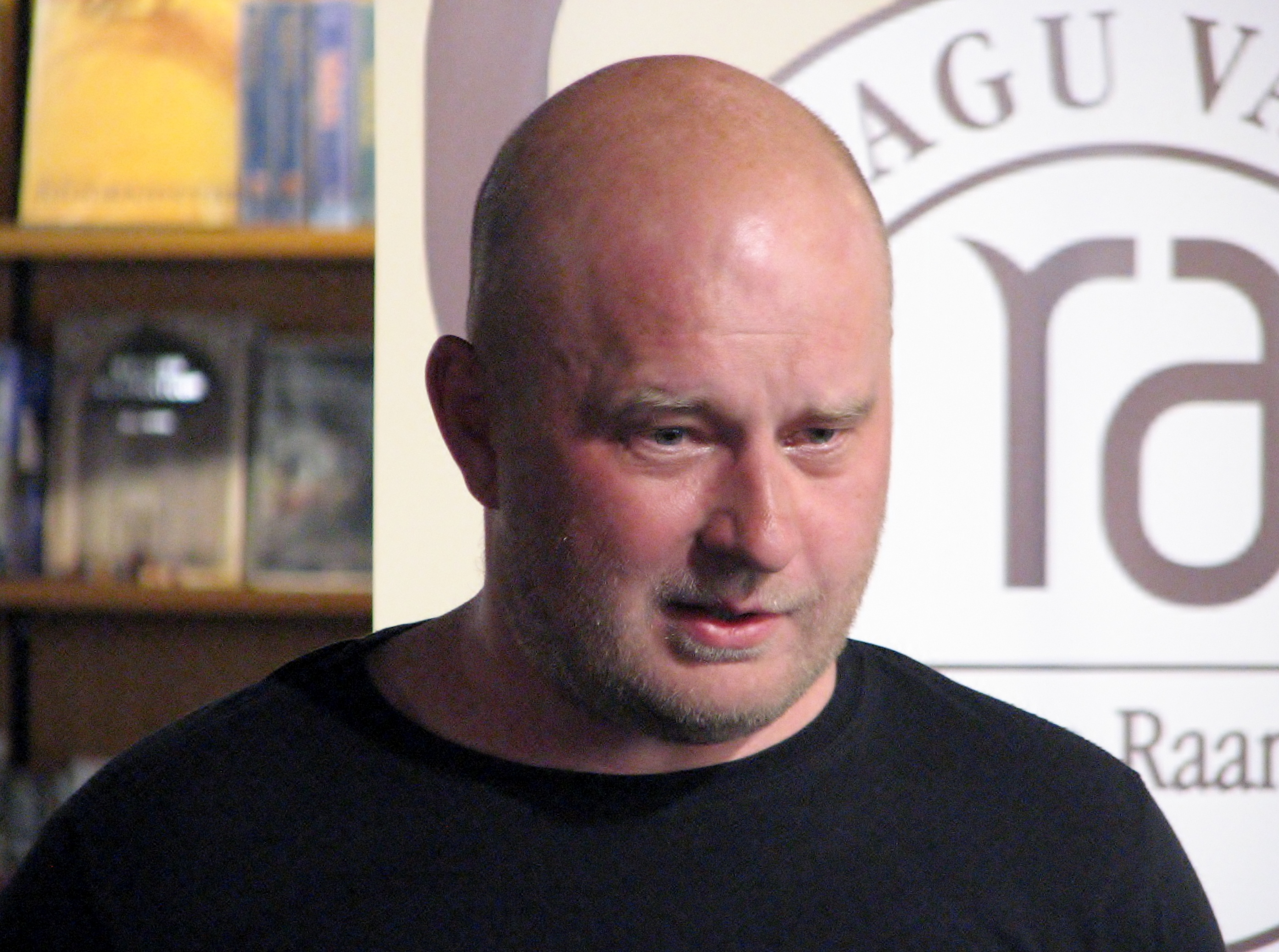
Märten Kross, 2014

Märten Kross (* 21. Juni 1970 in Tallinn) ist ein estnischer Musiker, Künstler, Filmproduzent und Schriftsteller.

## Leben
Märten Kross wurde in Tallinn als Sohn von Ellen Niit und Jaan Kross geboren. Nach seinem Abitur studierte er in New York am International Center of Photography, an der Estnischen Kunstakademie und an der University for the Creative Arts in Farnham, wo er den Magistergrad erlangte.
Kross war verheiratet mit der Schauspielerin Kärt Hansberg, mit der er drei Kinder hat.

## Künstlerische Tätigkeit
Kross spielte seit seiner Gymnasialzeit Gitarre und war Mitglied diverser Bands. Nach seiner Ausbildung war er unter anderem als Unternehmer tätig, zusätzlich als Fotograf und Filmproduzent.
2014 publizierte er seinen ersten Roman, Wahnsinnsspiel, in dem er beschreibt, wie er gegen Ende der Sowjetzeit in Estland versuchte, dem sowjetischen Militärdienst zu entgehen. Die Kritik lobte das Werk: Es sei „in einem flüssigen Stil geschrieben“, habe „trockenen Humor“ und besteche durch seine „Ehrlichkeit“.

## Ausstellungen
- 2002 – Nimed marmortahvlil, Coca Cola Plaza, Tallinn
- 2004 – Peipsiveere vanausulised, Stadtbibliothek Tartu
- 2004 – Toscana, Vinoteek Vein ja Seltskond, Tallinn
- 2005 – Itaalia märkmed, Viviann Napp Galerie, Tallinn
- 2008 – Floating Dreams James Hockey & Foyer Galleries, Farnham, UK
- 2009 – Ujuvad Unelmad Café Boheem, Tallinn
- 2010 – Gruusia – kahe vahel, Tartu
- 2011 – Floating Dreams F-Gallery, Kaunas
- 2011 – Mustvalge Gruusia Café Boheem, Tallinn

## Auszeichnungen
- 2004 – Eesti Foto, 3. Preis
- 2007 – P3X Prix de la Photographie, Paris, honorable mention

## Produzierte Filme
- 2002 – Nimed marmortahvlil, Fotograf
- 2003 – Lovesick, Fotograf
- 2003 – Fender Bender, Fotograf
- 2003 – Kingapuu, Fotograf
- 2004 – Söerikastaja, Film über Jaan Kross, Produzent
- 2005 – Režii, Produzent und Drehbuchautor
- 2007 – Georg, Produzent[4]